# Iodure de mercure(I)
L'iodure de mercure(I) est un composé chimique de mercure et d'iode de formule chimique Hg2I2. Il est photosensible et se décompose facilement en mercure et en HgI2.

## Synthèse
L'iodure de mercure(I) peut être préparé en faisant réagir directement du mercure et de l'iode.

## Structure
A l'instar d'autres composés de Hg(I) (mercureux) qui contiennent des unités linéaires X-Hg-Hg-X, Hg2I2 contient des unités linéaires IHg2I avec une longueur de liaison Hg-Hg de 272 pm (la longueur Hg-Hg dans le métal est de 300 pm) et une longueur de liaison Hg-I de 268 pm. La coordinence globale de chaque atome Hg est octaédrique car en plus des deux voisins les plus proches, il y a quatre autres atomes I à 351 pm. Le composé est souvent formulé comme Hg22+ 2I−.

## Utilisations historiques
L'iodure de mercure(I) était couramment utilisé comme médicament au 19e siècle, parfois sous le nom contemporain de protoiodure de mercure. Il a été utilisé pour traiter un large éventail de conditions, allant de l'acné aux maladies rénales et en particulier, il était un traitement de choix contre la syphilis. Il était disponible en vente libre dans n'importe quelle pharmacie du monde, la forme la plus courante étant une concoction de protoiodure, de réglisse, de glycérine et de guimauve.
Pris par voie orale et à faibles doses, le protoiodure provoque une salivation excessive, une haleine fétide, des gencives spongieuses et saignantes et des dents douloureuses. Une utilisation excessive use ou un surdosage provoque une faiblesse physique, la perte des dents, l'hémolyse (destruction des globules rouges) du sang et une nécrose des os et des tissus du corps. Les premiers signes d'une overdose ou d'une utilisation excessive sont des tremblements musculaires, une chorée, et une ataxie locomotrice. De violents vomissements sanglants et des  diarrhées se produisent également.
Le protoiodure est interdit en tant que médicament, même s'il a continué à être utilisé comme remède de charlatan jusqu'au début du 20e siècle.